# Tashi Peljor
Tashi Peljor (* 15. Juli 1978) ist ein ehemaliger bhutanischer Bogenschütze. 

## Karriere
Tashi Peljor nahm an den Olympischen Sommerspielen 2004 und 2008 teil. Im Einzelwettkampf belegte er 2004 den 32. und 2008 den 56. Rang. Sowohl bei der Eröffnungs- als auch bei der Abschlussfeier 2008 trug er die Fahne Bhutans ins Stadion.